# 埃沃森
埃沃森是德国下萨克森州的一个市镇。总面积17.55平方公里，总人口1297人，其中男性649人，女性648人（2011年12月31日），人口密度74人/平方公里。